# Ophiostoma distortum
Ophiostoma distortum är en svampart som först beskrevs av R.W. Davidson, och fick sitt nu gällande namn av de Hoog & R.J. Scheff. 1984. Ophiostoma distortum ingår i släktet Ophiostoma och familjen Ophiostomataceae.   Inga underarter finns listade i Catalogue of Life.